# STAY GOLD (漫画)
『STAY GOLD』（ステイゴールド）は、大島司による日本の漫画。講談社『週刊少年マガジン』2004年第24号から第49号まで連載された。単行本は講談社から（マガジンKC）全3巻。

## 概要
作者の大島司がデビュー作『シュート!』の全編完結後に、同誌上で連載開始した2作目。単行本3巻で26話と、大島の経歴上最短の作品となっている。

## ストーリー
中学サッカー都大会で得点王に輝いた佳山大介は、かつてテニスの全国大会を賑わせたほどの天才プレイヤーであった。肘の怪我を理由に一時テニスから離れていたが、高校進学を機に復帰する。しかしその矢先に男子テニス部は廃部の危機に瀕する。

## 登場人物

### テニスプレイヤー

#### 光が丘南高校

##### 男子テニス部
佳山大介（かやま だいすけ）
1年生。左利き。7歳の時に出会った「ヒットマン」の影響を受け、小学校6年生で全国Jrトーナメントを賑わせるほどまでに成長し、赤い帽子と強烈なフォアハンド「弾丸フォア」から「赤い弾丸」の異名で知られるようになった。
しかし、その弾丸フォアは自身の左肘を壊し、中学1年生時に肘が治るまでの期間限定でサッカー部に転向、3年生時には都大会得点王に輝き「赤い弾丸」が異名となっていた。高校進学を機にテニス部に復帰、男子テニス部廃部の危機も乗り越え、光南男子テニス部の主力としてインターハイを目指すこととなる。
佳山にとって「ヒットマン」の存在は大きく、いつかヒットマンのようになることを夢見て、サッカー部時代ですら試合のベンチにはヒットマンから貰ったメダルを置いていたほど。
逢坂直宏（おうさか なおひろ）
2年生。右利き。通称は「ガンコジジイ」の略で「ガンジー」。弱小男子テニス部にあって、佳山が入部する以前から都大会ベスト16の実力者。
斉藤徹治（さいとう てつじ）
3年生で部長。通称「とっさん」。現役部員では2年前までの高橋監督を知っている唯一の人物。
福島弘久（ふくしま ひろひさ）
2年生。通称「フク」。部長の斉藤のとダブルスを組む。
高橋（たかはし）
顧問。左利き。通称「スパ」。2年前までは熱心な指導を行っていたが、ある日ハードな練習についていけない部員が一気に退部してしまい、それ以来やる気をなくしてしまっていた。腑抜けたコーチ生活を送っていたが、佳山の本気の弾丸フォアを見てかつての熱心さを取り戻した。現役時代のプレイスタイルは佳山と似ているらしい。

##### 女子テニス部
増村美冬（ますむら みふゆ）
2年生。右利き。生徒会副会長で、女子テニス部のエース。高校ランキング2位に位置しており、クリス・エバートのように同じフォームで変化球を打ち分け、試合中は表情を崩さないことから「氷人形（アイスドール）」の異名を持つ。本気になっているときほど相手と目を合わせない癖がある。
菖蒲屋友美（しょうぶや ゆみ）
3年生で部長。右利き。気の強い性格で、衝突していた男子テニス部、特に逢坂には対抗意識が強い。

#### その他
ヒットマン
佳山が7歳のときに通っていたテニスクラブのイベントで出会ったテニスプレイヤー。時速200kmを超えるサーブと鋭いフォアハンドを武器に、日本ランキング1位、世界でもトップクラスの実力者。デモンストレーションの最中コート脇でフォームをまねしていた佳山に話しかけ、御守りとして持っていたインターハイの優勝メダルを佳山にプレゼントし、将来佳山が同じメダルを取ったときにそれを貰うと約束を交わした。
以降、佳山にとってヒットマンは最大の目標となったようだが、佳山自身はその選手の名前を覚えておらず、「ヒットマン」と名づけている。
板倉（いたくら）
光が丘南高校1年生。右利き。小学校6年生時に全国大会予選3回戦で佳山と対戦し、ゲームカウント1-6で敗れた。その際佳山から言われた「チビすぎて相手にならなかった」に奮起し、14歳以下の全国大会でベスト16になるまでに成長したが、テニスに復帰した直後の佳山の前に惨敗を喫した。
岡野（おかの）
敬清学院。右利き。前年の都大会優勝者で、「レインボーショット」と呼ばれる7種の決め球を得意とする。レインボーショットの内訳は、「超低空スライスアプローチ」「超鋭角ボレー」「バックスピンドロップ」「両腕スマッシュ」「2WAYパス」「ハイスピンロブ」「フォアハンドのフラット」。元々はフォアハンドを得意としたパワータイプのプレイヤーであったが、物語の4年前に佳山に敗れて以来テクニック面を磨いてレインボーショットを習得した。
金城隆（かねしろ たかし）
浦川学院2年生。前年度のインターハイで個人・団体ともに優勝に輝いた実力者で、全国高校生ランキング1位。佳山とは逆にテクニックタイプのプレイヤーで、物語の5年前の佳山との全日本Jrトーナメントの準決勝はタイブレイクまでもつれ込む接戦で、当時を知る者の間では伝説として語り継がれている。増村の練習相手として時折光南高校を訪れており、2人は恋人関係にあると噂されている。

### その他
松田則章（まつだ のりあき）
光が丘南高校サッカー部主将。佳山をことあるごとに勧誘していたが断られ続け、挙句板倉との対戦で「本物の赤い弾丸」を目の当たりにすることとなった。